# Erika L. Pearce
Pour les articles homonymes, voir Pearce.
Erika L. Pearce (née en 1972) est une immunologiste américaine. Depuis 2015, elle est directrice et membre scientifique à l'Institut Max-Planck d'immunobiologie et d'épigénétique à Fribourg en Allemagne.

## Biographie
Son travail porte sur les liens entre le métabolisme et les fonctions des cellules immunitaires, en particulier sur la régulation des lymphocyte T.
En 2018, elle reçoit le prix Gottfried-Wilhelm-Leibniz pour son "exceptionnel travail sur le métabolisme et ses recherches sur les inflammations".